# Câmpia Turzii
Câmpia Turzii (phát âm tiếng Romania: [kɨmˌpi.a ˈturzij]; tiếng Đức: Jerischmarkt; tiếng Hungary: Aranyosgyéres) là một đô thị thuộc hạt Cluj, România. Dân số thời điểm năm 2002 là 26865 người.
Câmpia Turzii được thành lập vào năm 1925 thông qua sự hợp nhất của hai làng, Ghiriş (Aranyosgyéres) and Sâncrai (Szentkirály). Nó đã được tuyên bố một thị trấn trong năm 1950 và thành phố vào năm 1998.
Làng Sâncrai được đề cập trong một tài liệu năm 1219 là "villa Sancti Regis" trong khi Ghiriş lần đầu tiên được ghi nhận trong năm 1292 "Terra Gerusteleke".